# Erhard Engler
Erhard Engler (Marienwerder, 18 de julho de 1938 - Berlim, 8 de outubro de 2012) foi um romanista e tradutor alemão, considerado um pioneiro dos estudos brasileiros na Alemanha Oriental.